# Plethodon elongatus
Plethodon elongatus är en groddjursart som beskrevs av Van Denburgh 1916. Plethodon elongatus ingår i släktet Plethodon och familjen lunglösa salamandrar. IUCN kategoriserar arten globalt som nära hotad. Inga underarter finns listade i Catalogue of Life.